# Ervin Haág
Ervin Haág (ur. 11 stycznia 1933 w Mosonmagyaróvárze, zm. 23 października 2018) – węgierski szachista, mistrz międzynarodowy od 1961 roku.

## Kariera szachowa
W latach 60. XX wieku należał do czołówki węgierskich szachistów. Wielokrotnie uczestniczył w finałach indywidualnych mistrzostw kraju, trzykrotnie zdobywając medale: srebrny (1966) oraz dwa brązowe (1960, 1967). Dwukrotnie uczestniczył w finałach drużynowych mistrzostw Europy, zdobywając srebrny (1970) oraz brązowy (1961) medal. Pomiędzy 1955 a 1959 r. czterokrotnie reprezentował narodowe barwy na drużynowych mistrzostwach świata studentów, zdobywając dwa brązowe medale (1955, 1959). Jeden z największych sukcesów w turniejach międzynarodowych odniósł w 1961 r. w Debreczynie, gdzie podzielił I miejsce (wspólnie z Izaakiem Bolesławskim) w turnieju pamięci Lajosa Asztalosa.
Najwyższy ranking w karierze osiągnął 1 lipca 1971 r., z wynikiem 2440 punktów dzielił wówczas 11-13. miejsce wśród węgierskich szachistów.
Sukcesy odnosił również w grze korespondencyjne, był m.in. złotym medalistą mistrzostw Węgier. W 1960 r. otrzymał tytuł mistrza międzynarodowego w tej odmianie szachów.
Wspólnie z Győző Forintosem był autorem dwóch książek poświęconych szachowym debiutom:
- Petroff Defence, 1992, ISBN 0-02-028561-2,
- Easy Guide to the 5.Nge2 King's Indian, 2000, ISBN 1-85744-245-8.